# Андамлак Беліху
Андамлак Беліху Берта (англ. Andamlak Belihu Berta, нар. 20 листопада 1998) — ефіопський легкоатлет, який спеціалізується в бігу на довгі дистанції.
17 жовтня 2020 був п'ятим на фініші напівмарафонського забігу на чемпіонаті світу (59.32) та став срібним призером чемпіонату в складі ефіопської збірної за підсумками командного заліку.

## Основні міжнародні виступи
| Рік  | Змагання                        | Місто  | Місце | Дисципліна     | Примітки    |
| ---- | ------------------------------- | ------ | ----- | -------------- | ----------- |
| 2017 | Чемпіонат світу                 | Лондон | 10    | 10000 м        |             |
| 2018 | Чемпіонат Африки                | Асаба  | 2     | 10000 м        |             |
| 2019 | Чемпіонат світу                 | Доха   | 5     | 10000 м        |             |
| 2019 | Чемпіонат світу з кросу         | Орхус  | 8     | крос (дорослі) |             |
| 2020 | Чемпіонат світу з напівмарафону | Гдиня  | 5     | напівмарафон   | [ 1 ] [ 2 ] |